# Műtét

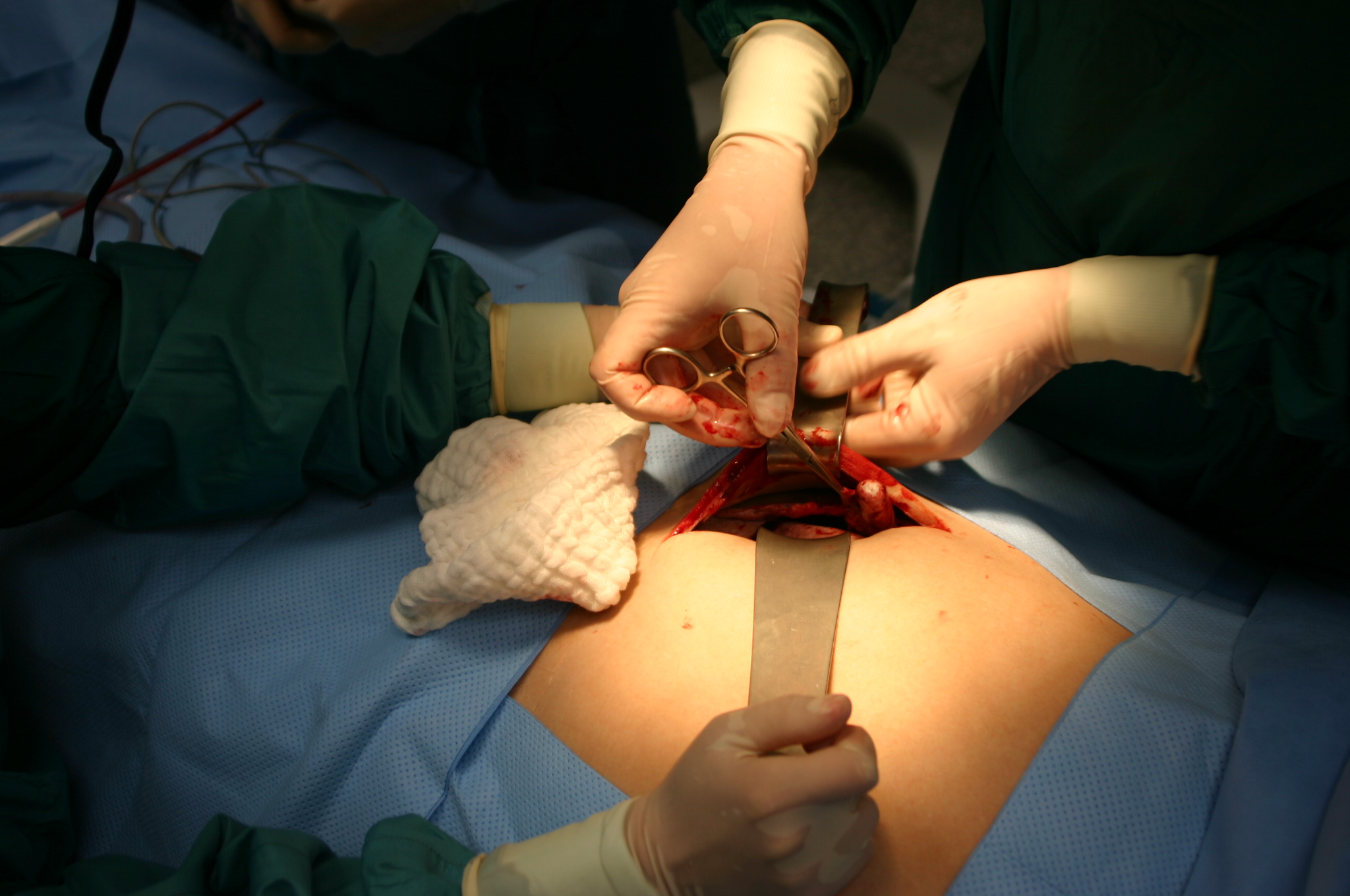

Műtétnek, idegen szóval operációnak nevezzük a gyógyító célú műszeres orvosi beavatkozásokat. Gyakran általános érzéstelenítésben vagy helyi érzéstelenítésben végzik ezeket. Az orvostudományon belül a műtéttan tárgyalja a műtéteket.

## Helyszín
A műtét általában műtőhelyiségben zajlik. Ez a külvilágtól jól elszigetelt, állandó hőmérsékletű és páratartalmú, fertőtlenítőszerekkel jól kezelhető helyiség. Az elszigetelés zsilipeléssel megoldható, azaz a dolgozók átöltöző helyiségen keresztül mennek be, a beteg műtéti előkészítése pedig átfektető helyiségben történik, így a betegosztályon használt ruházat, ágynemű nem kerülhet be a műtőhelyiségbe. A műtőhelyiséghez kiegészítő helyiségek tartozhatnak: bemosakodó, munkaszobák, műszertárolók. A különösen kényes műtéteket steril levegővel átáramoltatott helyiségben végzik, szkafanderben.
A különböző műtétekhez a betegeket különböző helyzetben kell elhelyezni (fektetni), ezt teszi lehetővé a műtőasztal. A műtéti területet műtőlámpa világítja meg.

## Előkészítés
A műtét előtt (a sürgősségtől és a lehetőségektől függően) műtéti előkészítés (például a műtéti terület leborotválása, tisztító beöntés, koplaltatás) zajlik, utána pedig műtéti utókezelésre (például infúzió, transzfúzió, mesterséges táplálás) lehet szükség.
A műtéteket többnyire érzéstelenítésben végzik, ez lehet általános érzéstelenítés (altatás), vagy helyi vagy vezetéses érzéstelenítés.

## Típusai
A műtétek lehetnek:
- kisműtétek
- nagyműtétek: protézisbehelyezések, hasi tumorok eltávolítása stb.

A laikus számára a műtétek a következőképpen is osztályozhatók:
- olyan műtét, amikor a szervezetbe bejuttatnak valamit (például protézisek, pacemaker beültetése, szervátültetések)
- olyan műtét, amikor a szervezetből eltávolítanak, kioperálnak valamit (exstirpatio: mandulaműtét, prosztataműtét, az ún.vakbélműtét, egyik vese eltávolítása, epehólyagműtét, foghúzás, amputáció; daganatok, ciszták, polipok stb. eltávolítása, de ilyen a lézeres szemműtét is)
- reparációs műtét, amikor valamilyen funkcionális beavatkozást végeznek, a szervezetbe nem visznek be semmilyen külső anyagot, és nem is távolítanak el belőle semmit (pl. a petevezeték elkötése, erek tágítása, tisztítása, egyes bypass műtétek, értágítás stb.).

## Személyzet
Az általános sebészeten az alábbi személyek dolgoznak a műtőben.
- Altatóorvos: ő végzi a beteg altatását és a műtét közben a beteg monitorozását
- Altatóorvos asszisztense: beadja az altatóorvos által elrendelt gyógyszereket, segít az orvosnak az egyes műveletekben, és a dokumentálja a beteg paramétereit
- Operatőr műtőorvos: ő végzi a műtét legfontosabb, és a legnagyobb részét
- Asszisztens műtőorvos: segíti az operatőr munkáját
- Másodasszisztens műtőorvos: ált. rezidens orvos vagy medikus. Nagyobb műtétek esetén van szükség második asszisztensre. Szerepe elsősorban a sebfeltárás, vér vagy egyéb váladék elszívása stb.
- Műtősnő: előkészíti és adogatja a műtéthez szükséges műszereket a műtőorvosoknak és vigyáz a műtéti terület sterilitására.
- Műtőssegéd: ő készíti elő a műtőt, műtét közben kezeli a berendezéseket, beadja az eszközöket, műtét végeztével rendbe teszi a műtőt.

## Ruházat
Az egészségügyi dolgozók a műtőn kívül általában fehér ruhát viselnek. A műtőben minden alkalmazott színes ruhát (póló, nadrág), műtős papucsot (vagy az osztályos papucsra lábzsákot húznak), műtőssapkát és maszkot visel. A műtőorvosok és a műtősnő ezenfelül még steril köpenyt és kesztyűt is felvesznek a műtét elején.

## A sebészi beavatkozás
A sebész a tervezett műtét előtt a belgyógyásszal és altatóorvossal konzultál és a beteget tájékoztatja a műtét kockázatairól és következményeiről, illetve megszerzi a műtéthez a beteg írásos beleegyezését. A sebészeti beavatkozás neve műtét, amely a beavatkozás kockázatától függően lehet néhány értő mozdulat vagy több órás csapatmunka, ahol az operáló orvos „karmesterként” irányítja az asszisztáló orvosokat, műtősöket és ápolókat, illetve az azok által üzemeltetett gépi eszközöket. 
A betegnek bíznia kell a sebészben, mivel a műtétek rendszerint előre nem látható, csak a test felnyitása után jelentkező kockázattal járnak. A bonyolult műveletben emellett hibázni is lehet, amely orvosi műhibának a következményei esetleg a beteg halálával és kártérítési igényekkel járhatnak. Ennek ellenére a sikeres sebészek nagy megbecsülésre számítanak, műtéti újításaikat világszerte másolják, és nevük az adott műtéti eljárásban fennmarad. Ilyen például a Blalock-Taussig műtét, egy úttörő szívműtét, amely nevét Alfred Blalock (1899 – 1964) amerikai sebészről és Helen B. Taussig (1898 – 1986) gyermekkardiológusról kapta. 
Dr. Taussig tervezte meg és dr. Blalock vezette le az első „kék csecsemő” operációt, amely egy korábban operálhatatlan szívrendellenességgel (Fallot-tetralógia) született gyermek megmentését célozta. Az eljárásban a szívből kilépő artériát a tüdőbe vezető artéiával kötik össze, hogy a vérnek még egy lehetősége legyen oxigénfelvételre. A kapcsolatot (anastomosis) a kulcscsont alatti artéria és a pulmonáris artéria között hozták létre. Ez volt az első kékbabás műtét, és emiatt kapta a Blalock-Taussig söntölés (shunt) nevet. A műtét, melyre 1944. november 29-én került sor a híres baltimore-i Johns Hopkins kórházban, jelentős állomás volt a gyermekszívsebészet történetében.
A sebészet újabban igyekszik elkerülni az idegen vér használatát (vérátömlesztést vagy transzfúziót), sőt magának a testnek a felnyitását is, ez utóbbit vér nélküli sebészetnek vagy minimális invazív sebészetnek nevezik.

## Új technológiák és fejlődési irányok
A modern sebészetben egyre nagyobb teret nyer a robotsebészet, amely robotok alkalmazásával végzi a beavatkozásokat. Ide tartozik a távsebészet (remote surgery), a minimálisan invazív és az emberi beavatkozás nélküli műtét is. Előnyük a növelt precizitás, a kisebb szöveti trauma és a gyorsabb posztoperatív felépülés.
A távsebészet első áttörését a 2001-es „Lindbergh‑operáció” jelentette, amikor egy New Yorkból irányított sebész Strasbourgban végzett laparoszkópos epehólyag-eltávolítást.
A kiterjesztett valóság (AR) alkalmazása is egyre fontosabbá válik: a technológia lehetővé teszi, hogy a sebész a műtét közben digitális információkat vetítsen a valódi látómezőbe. A magyarországi kutatások szerint az AR-szemüveg a jövőben segítheti a műtét pontos végpontjainak nyomon követését és az oktatást is. Emellett a pécsi zMed Zrt. olyan AR-eszközt fejlesztett ki, amellyel CT- és MR-alapú háromdimenziós képek vetíthetők a képernyőre, támogatva így a műtétek tervezését és diagnosztikáját.